# Savini (cognome)
Savini è un cognome di lingua italiana.

## Varianti
Savina, Savinelli, Savinio, Savino.

## Origine e diffusione
Il cognome è presente tra Milano e Rimini, con un ceppo negli Abruzzi.
Potrebbe derivare dal termine sabinus a indicare l'appartenenza al popolo dei Sabini, oppure dal nome Savino o dal nome Savio.
In Italia conta circa 2589 presenze.
La variante Savina è parmigiana, romana, aquilana e leccese; Savinelli è casertano; Savino è campano, pugliese e lucano.

## Persone
- Filippo Savini (1985) – ex ciclista su strada italiano
- Francesco Savini (1846-1940) – storico, archeologo, bibliografo e poleografo italiano
- Gaetano Savini (1850-1917) – artista, cartografo, storico e archeologo italiano
- Tom Savini (1946) - attore, regista, truccatore statunitense